# Neofundulus acutirostratus
Neofundulus acutirostratus är en fiskart som beskrevs av Costa 1992. Neofundulus acutirostratus ingår i släktet Neofundulus och familjen Rivulidae. Inga underarter finns listade i Catalogue of Life.